# Jan Dembowski
Pour les articles homonymes, voir Dembowski.
Jan Dembowski ou Jean Baptiste Dembowski, militaire et exilé politique polonais, né en 1770 ou 1773 à Gora (Dębowa Góra) en Pologne, mort dans le duché de Milan en 1823.

## Biographie
Frère cadet de Louis Mathieu Dembowski, il fait carrière comme son frère dans l'armée.
Capitaine dans l'armée du grand-duché de Lituanie dans les derniers temps de la république des Deux Nations, il participe à la guerre contre les Russes sous les ordres de Tadeusz Kościuszko et Jean-Henri Dombrowski. Après la défaite de Maciejowice (10 octobre 1794), il cherche de l'aide pour libérer sa patrie et rejoint les exilés polonais de Paris qui l'envoient en mission auprès du gouvernement ottoman, sans succès. Puis il rejoint la Légion polonaise commandée par Jean-Henri Dombrowski. Il fait la guerre en Italie, puis en Dalmatie où il chasse les Anglais des îles de Guarnero en 1808. En 1810, il est nommé général de brigade dans l'armée du royaume d'Italie. Il prend part aux campagnes d'Espagne et de Russie. De retour en Italie, il participe aux combats contre les Autrichiens pendant la guerre de la Sixième Coalition (1813-1814). Il prend sa retraite en Italie où il avait épousé une femme de la noblesse milanaise, Matilde Viscontini. Celle-ci, après leur séparation, mènera une vie mondaine et politique remarquable. Il est le père de l'astronome Ercole Dembowski.

## Sources
dossier légion d'honneur base leonore